# 文通
文通（ぶんつう）とは、遠く離れた知り合いや仲間などと手紙を通じてコミュニケーションをすること。近年では電子メールや各種SNSでのやり取りもこれに含めることがある。

## 概要
文通の目的は、読み書き能力の向上、友人作り、外国文化の学習など人によって様々である。文通相手とはプレゼントやポストカードなどを交換することも多く、より親しくなると実際に会ったりする場合がある。また、文通相手同士がカップルとなって結婚にいたるケースもある。
離れた場所への情報伝達の手段が少なかった時代には一般的な文化であったが、電話が普及するようになって使われることが少なくなり、さらに文字を使う伝達手段としては電子メールやSNSがその役割を変わって担うことが多くなった。
電話や電子メールに比べて効率的ではないが、お互いのペースでできることや文字から人柄をうかがえることなどもある。また、通信事情の悪い地域でも十分な交流を図ることができる。ただし、郵便を利用する以上、氏名や住所などの個人情報を取り扱うことになるため、その悪用に注意する必要がある。特に相手の素性がわからない場合は不安が大きいことから、最近ではある程度まで電子メールでやり取りしてから手紙による文通へ移行するケースが多くなっている。
文通相手の探し方は、かつては雑誌の文通コーナーや文通団体などを利用する方法が中心であり、探すには資金や手間が必要だった。インターネットが普及した以降はウェブサイトを利用する方法が中心となり、誰でも簡単に相手を探せるようになった。文通相手は老若男女問わず世界中に求めることができ、複数の人を相手にしていることも珍しくない。
歴史上の著名人が交わした文通は書簡集として出版されることもある。
なお、文通相手は英語でペンパル (penpal)やペンフレンド (pen friend) という。